# Antarktisk håkäring
Antarktisk håkäring (Somniosus antarcticus) är en hajart som beskrevs av Gilbert Percy Whitley 1939. Somniosus antarcticus ingår i släktet håkäringar, och familjen håkäringhajar. Inga underarter finns listade i Catalogue of Life.
Denna fisk förekommer i havet kring Antarktis. Arten når ibland fram till Peru, Sydafrika eller Australien. Den vistas i områden som ligger 240 till 1550 meter under havsytan. Med svans blir arten upp till 600 cm lång men de flesta exemplar blir cirka 400 cm långa. Äggen kläcks inuti honans kropps och ungarna är vid födelsen cirka 40 cm långa.
Några exemplar hamnar som bifångst i fiskenät. I regionen pågår till exempel fiske på tandnoting (Dissostichus eleginoides). Populationen är antagligen stor. IUCN kategoriserar arten globalt som livskraftig (LC).